# Téxel (gráficos)

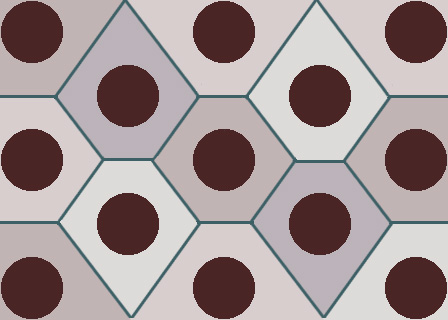
Polígonos de Voronoi para un grupo de texels.

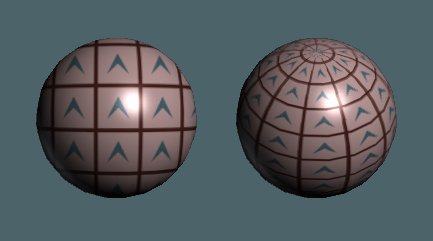
Dos funciones diferentes del proyector.

Un téxel (contracción del inglés texture element, o también texture pixel) es la unidad mínima de una textura aplicada a una superficie, usada en gráficos por computador. De la misma forma que una imagen digital se representa mediante una matriz de píxeles, una textura se puede representar mediante una matriz de téxeles.
Cuando se aplica una textura a una superficie 3D, en el proceso conocido como mapeado de texturas, se asignan téxeles a los píxeles correspondientes que aparecerán en la imagen final. Un téxel puede corresponder a varios píxeles, o bien ser de tamaño inferior a uno, en cuyo caso podría no ser visible. El hecho de que un téxel corresponda a varios píxeles no quiere decir que estos vayan a tener un color uniforme.
En los ordenadores modernos, este proceso es llevado a cabo en la tarjeta gráfica.